# Лугару (мифология)
Лугару (Loogaroo или Lougarou) или соукоянт (soucouyant) или соукриант (soucriant) — это мифическое существо, своего рода кровососущая ведьма. Имеет названия soucouyant или soucriant в фольклоре Доминикан, Сент-Луиса, Гваделупы, но Loogaroo или Lougarou на Гаити, в Луизиане, Гренаде и на Карибах.

## Легенда
Лугару — карибский фольклорный персонаж, который появляется днем в виде старухи-затворницы, способной по желанию превратиться в птицу. Ночью же она сбрасывает свою морщинистую кожу и прячет в ступу. В первозданном виде представляет собой огненный шар. Она летает по ночному небу в поисках жертвы. Лугару может проникнуть в жилище жертвы через отверстие любой величины. Достаточно трещины, щели или замочной скважины.
Лугару пьют кровь людей из рук, ног и других мягких частей тела, пока те спят. Наутро у людей остаются на теле черно-синие отметины. Если лугару выпьет слишком много крови, то жертва умрет и превратится в лугару. Лугару также обязаны приносить кровь дьяволу. Если же они этого не сделают, то дьявол их умертвит.
Для разоблачения лугару необходимо рассыпать рис вокруг дома или на перекрестке, ведущему в деревню, она начнет собирать зерно за зерном, тогда её можно будет поймать за действием. Есть и другой способ уничтожить её. Нужно насыпать соль крупного помола в ступу, содержащую кожу лугару, чтобы она не смогла надеть её вновь. Лугару упоминаются и в луизианском фольклоре, но могут изображаться и как  человек с волчьей головой или «гибриды» человека с собаками, свиньями, и цыплятами (обычно белыми), а также как гигантская корова, или человек, способный принимать обличие чудовища.

## Происхождение
Возможно, лугару появились в культуре Кариб из европейских стран в форме французских мифов про вампиров. Термин «Loogaroo» пришёл от названия французского мифологического существа Loup-garou.
Так как легенда о Лугару передавалась в устном виде через века, то с течением времени лугару перестал описываться только в образе пожилой женщины. Хотя, считается, что только женщины могли скрывать свои крылья благодаря груди.

## В культуре
- В романе Уэйна Герарда Тротмана «Кая Абэниа и отец леса» лугару предстает в качестве главного антагониста.
- Soucouyant — название и один из основных сюжетных ходов романа Дэвида Чариэнди.
- Лугару появляется в 3 сезоне 6 серии сериала «Сонная лощина».
- Одна из песен группы Slow Train Soul называется «Ma Soucouyant».

## похожие персонажи
- Крикса-Варакса - злой дух, вызывающий бессонницу.
- Старуха Лоухи - хозяйка страны Похьёлы.
- Юда - антропоморфное чудовище, живущее на дне водоёмов, или в горах, носящееся вихрем по воздуху и выдирающее глаза тем, кто купается в её водоёме.
- упыри - вымышленные человекоподобные персонажи, питающиеся кровью.
- Мананангал - кровосос, разделяющийся на верхнюю и нижнюю половину, умирающий, если между ними насыпать соль.